# غوهر غان السفلى (بابويي)
غوهر غان السفلى (بالفارسية: گوهرگان سفلی) هي قرية تقع في إيران في قسم بابويي الريفي. يقدر عدد سكانها بـ 21 نسمة بحسب إحصاء 2016.